# Chiesa greco-cattolica bielorussa
La Chiesa greco-cattolica bielorussa (in bielorusso Беларуская Грэка-Каталіцкая Царква?, Belaruskaja Hrėka-Katalickaja Carkva, BHKC),  talvolta chiamata Chiesa cattolica bizantina bielorussa in riferimento al rito bizantino in essa praticato, è l'erede bielorussa dell'Unione di Brest. L'Annuario Pontificio la elenca come Chiesa sui iuris, ovvero una Chiesa particolare di rito orientale della Chiesa cattolica.

## Storia
I cristiani che, tramite l'Unione di Brest (1595 - 96), erano entrati in piena comunione con la Sede di Roma mantenendo la liturgia bizantina in lingua slava, furono in un primo momento soprattutto bielorussi. Anche dopo l'ingresso di un gruppo di ucraini nell'Unione intorno al 1700, i bielorussi rappresentavano ancora circa la metà del gruppo.
La spartizione della Polonia e l'incorporazione dell'intera Bielorussia nella Russia portò molti bielorussi (1.553 preti, 2.603 parrocchie e 1.483.111 persone), secondo una fonte, ad unirsi, da marzo 1795, alla Chiesa russo-ortodossa. Un'altra fonte sembra contraddire la precedente, dal momento che dà come numero delle parrocchie che passarono sotto il controllo russo nel 1772 solo "oltre 800", con ciò indicando che molti preti e fedeli erano rimasti in comunione con Roma.
Dopo l'infruttuosa rivolta polacca del 1830-1831 contro il governo russo e la conseguente rimozione della nobiltà polacca dai ruoli di influenza nella società bielorussa, i tre vescovi della Chiesa, insieme a 21 preti convocarono nel febbraio 1839 un sinodo, che si tenne a Polack il 25 marzo 1839. Questo ufficialmente portò 1.600.000 fedeli e 1.305 o circa 2.500 preti ad unirsi alla Chiesa russo-ortodossa. Con l'unione scomparvero anche tutte le eparchie greco-cattoliche, tra cui quelle in territorio bielorusso di Pinsk e Turaŭ, Polack e Volodymyr-Brėst.
Tuttavia, alcuni preti e fedeli rifiutarono ancora l'unione. Lo stato russo negli anni '40 del XIX secolo assegnò gran parte della proprietà alla Chiesa Ortodossa, e parte dei preti emigrò verso la Galizia austriaca, mentre altri decisero di praticare in segreto la religione ora proibita.
Quando nel 1905, lo Zar Nicola II pubblicò un decreto che garantiva la libertà religiosa, 230.000 bielorussi chiesero l'unione con Roma. Tuttavia, dal momento che il governo rifiutò loro il permesso di formare una comunità di rito bizantino, essi adottarono il rito latino, al quale molti cattolici bielorussi oggi appartengono.
Dopo la Prima guerra mondiale, la parte occidentale della Bielorussia fu inclusa nel ricostituito stato polacco, e circa 30.000 discendenti di coloro che, meno di un secolo prima, si erano uniti alla Chiesa russo-ortodossa tornarono alla Chiesa cattolica mantenendo la liturgia bizantina. Nel 1931 la Santa Sede inviò loro un vescovo nel ruolo di Visitatore apostolico. Dopo l'annessione sovietica della Bielorussia occidentale avvenuta nel 1939, fu nominato un esarca per i fedeli bielorussi di rito bizantino (maggio 1940); appena due anni dopo la nomina l'esarca fu arrestato e portato in un campo di concentramento sovietico, dove morì.
Mentre da allora in poi pochissime informazioni sui cattolici bizantini in Bielorussia riuscivano a raggiungere Roma, i rifugiati fondarono centri nell'Europa occidentale (Parigi, Londra e Lovanio) e in parte degli Stati Uniti d'America, specialmente a Chicago. Dal 1947, padre Leŭ Haroška cominciò a stampare a Parigi un periodico pastorale e culturale chiamato Božym Šljacham, che fu pubblicato dal 1960 alla fine del 1980 a Londra. A Londra, padre Alexander Nadson cominciò, negli anni settanta, l'immenso lavoro di traduzione dei testi liturgici bizantini in lingua bielorussa. Grazie a questo lavoro, quando nel 1990 le prime parrocchie greco-cattoliche poterono essere organizzate in Bielorussia, riuscirono immediatamente a usare questi testi nella loro lingua nazionale.
Nel 1960, la Santa Sede nominò Čėslaŭ Sipovič visitatore apostolico per i fedeli bielorussi all'estero, facendone così il primo vescovo cattolico bielorusso dal sinodo di Polock. Nel 1983 fu nominato un successore, padre Vladimir Ladislas Tarasevitch, ma, dopo la sua morte avvenuta nel 1986, padre Alexander Nadson fu nominato visitatore apostolico, senza essere elevato al rango episcopale per sua richiesta.
Gli anni ottanta videro un graduale aumento dell'interesse tra gli intellettuali di Minsk nei confronti della Chiesa greco-cattolica. Nelle edizioni 1987 - 1988 di Litaratura i Mastactva apparvero articoli di Anatol Sidarevič e Jurij Chadyka sulla storia di questa Chiesa. Nell'autunno del 1989 alcuni giovani intellettuali di Minsk decisero di pubblicare il periodico Unija al fine di promuovere la rinascita della Chiesa greco-cattolica.
All'inizio del 1990, padre Nadson portò aiuti umanitari da parte di bielorussi all'estero ai loro compatrioti in Bielorussia ancora sofferenti in seguito al disastro nucleare di Černobyl' del 1986, rimanendo sorpreso dell'incontro con giovani bielorussi che si dichiaravano greco-cattolici. L'11 marzo, celebrò la prima Divina Liturgia di Minsk in lingua bielorussa, e, due giorni dopo, incontrò gli editori di Unija, la cui prima edizione era allora stampata in Lettonia.
Il settembre del 1990 vide la registrazione della prima parrocchia greco-cattolica dalla seconda guerra mondiale, e all'inizio del 1991 padre Jan Matusevič iniziò a celebrare la liturgia nel suo appartamento a Minsk. In seguito egli fu posto a capo di tutte le parrocchie greco-cattoliche della Bielorussia, fino alla sua morte avvenuta nel 1998.
Nel 1992, tre preti e due diaconi in Bielorussia celebravano la liturgia bizantina in bielorusso. Lo stesso anno, un'indagine dell'Università statale bielorussa trovò che 10 000 persone a Minsk si identificavano come greco-cattolici. Estrapolando il dato sull'intera nazione, questo fu interpretato nel senso che, specialmente tra l'intellighenzia e la gioventù con coscienza nazionale, circa 120 000 bielorussi erano favorevoli ad una rinascita della Chiesa greco-cattolica. A causa della mancanza di preti e chiese questo interesse non ha portato all'affiliazione.

## Situazione attuale

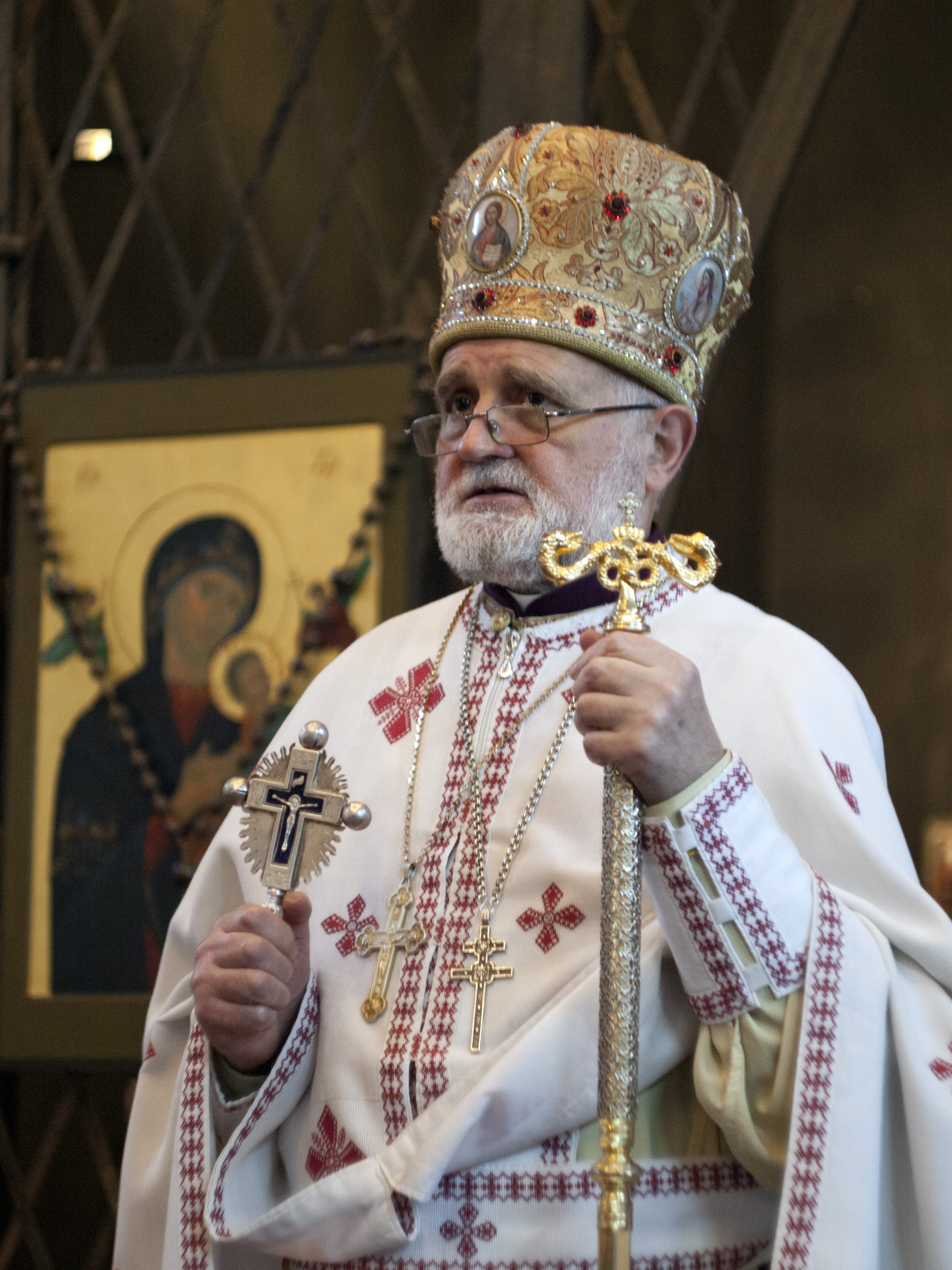
Sergiusz Gajek, visitatore apostolico per i fedeli greco-cattolici della Bielorussia dal 1993 al 2023 e amministratore apostolico dal 30 marzo 2023.

All'inizio del 2005, la Chiesa greco-cattolica bielorussa aveva 20 parrocchie, 13 delle quali avevano ottenuto il riconoscimento statale. Nel 2003, le città di Minsk, Polack e Vicebsk avevano due parrocchie greco-cattoliche ciascuna, mentre Brėst, Hrodna, Mahilëŭ, Maladzečna e Lida ne avevano una. I fedeli legati permanentemente a queste parrocchie erano circa 3.000, mentre circa altri 4.000 vivevano fuori dalla portata pastorale delle parrocchie. C'erano 10 preti e 15 seminaristi. A Polack c'era un piccolo monastero Studita.
Due parrocchie avevano chiese piccole, mentre alcune delle altre disponevano di centri pastorali con un oratorio.
Nel 1993 l'archimandrita Sergiusz Gajek fu nominato visitatore apostolico ad nutum Sanctae Sedis per i fedeli greco-cattolici della Bielorussia.
I cattolici bielorussi all'estero, che ammontano a circa 2.000 persone, erano sotto le cure del visitatore apostolico, il protopresbitero mitrato Alexander Nadson, deceduto il 15 aprile 2015. I centri principali sono a Londra e ad Anversa (costituito nel 2003).
A Chicago esistette tra il 1955 e il 2003 una parrocchia dedicata a Cristo Redentore. Questa parrocchia fu fondata da padre John Chrysostom Tarasevich e fu in seguito la parrocchia affidata al vescovo Vladimir Ladislas Tarasevitch fino alla sua morte nel 1986, a seguito della quale fu amministrata dal locale ordinario di rito latino, che nominò amministratori prima padre Joseph Cirou e poi padre John McDonnell. Il 7 settembre 1996, la parrocchia ha visto l'ordinazione di Michael Huskey a primo diacono bielorusso negli Stati Uniti. Egli servì nella parrocchia fino alla sua chiusura da parte del cardinal Francis Eugene George, arcivescovo di Chicago, il 20 luglio 2003.
Il 30 marzo 2023 papa Francesco ha eretto l'amministrazione apostolica della Bielorussia per i fedeli di rito bizantino e ha nominato come primo amministratore apostolico il visitatore apostolico Sergiusz Gajek.